# Mîhalkivți, Iarmolînți
Mîhalkivți (în ucraineană Михалківці) este un sat în comuna Monastîrok din raionul Iarmolînți, regiunea Hmelnîțkîi, Ucraina.

## Demografie
Componența lingvistică a localității Mîhalkivți
     Ucraineană (99,12%)
     Alte limbi (0,88%)
Conform recensământului din 2001, majoritatea populației localității Mîhalkivți era vorbitoare de ucraineană (99,12%), existând în minoritate și vorbitori de alte limbi.